# Robert Hillenbrand

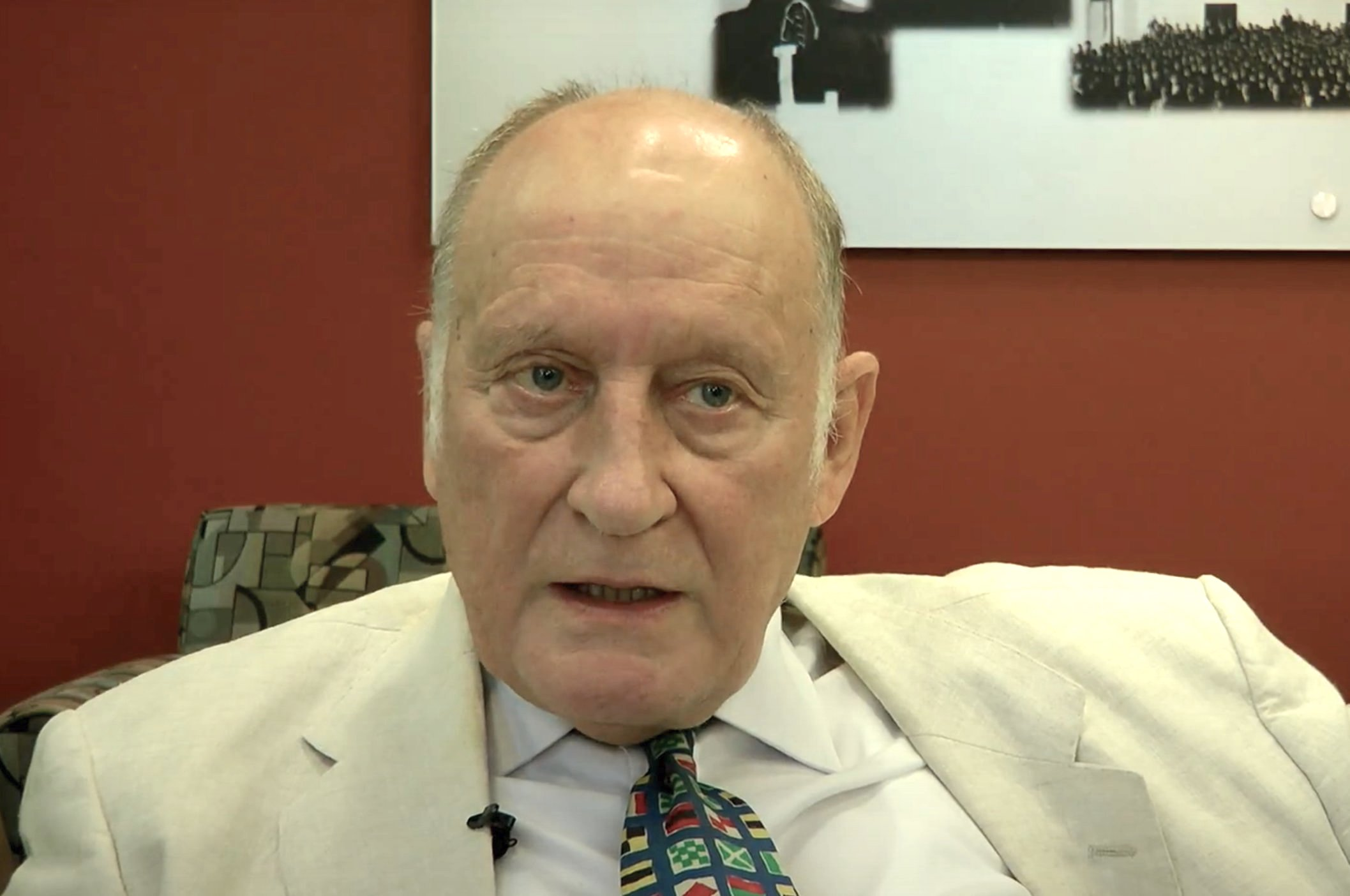
Robert Hillenbrand, 2018

Robert Hillenbrand (* 2. August 1941 in Damgarten, Deutschland) ist ein britischer Kunsthistoriker mit Schwerpunkt Islamische Kunst.

## Leben
Hillenbrand studierte an den Universitäten Cambridge und Oxford.
1974 wurde er mit einer Arbeit zum Thema The tomb towers of Iran to 1550 an der Universität Oxford promoviert. Seit 1971 lehrte er an der Universität Edinburgh als Nachfolger von David Talbot Rice. 1989 wurde er dort Professor und bekam einen Lehrstuhl für Islamische Kunst. 2007 wurde er in Anerkennung seiner Leistungen zum Mitglied der British Academy (FBA) gewählt.
Seit 2007 ist Hillenbrand emeritiert. Er ist heute Honorarprofessor an der Abteilung für Studien des Islam und des Nahen Ostens. Von 2008 bis 2009 war er Slade Professor of Fine Art an der University of Cambridge.
Für 2023 erhielt er den Internationalen König-Faisal-Preis in der Kategorie „Islamische Studien“.

## Forschungsinteressen
Hillenbrands Forschungsschwerpunkte sind Islamische Architektur, Islamische Malerei und Ikonografie. Er interessiert sich dabei besonders für den Iran und das frühe islamische umayyadische Syrien.

## Weitere Aktivitäten
Hillenbrand bereiste die islamische Welt und war Gastprofessor an der Princeton University, der University of California, Los Angeles (UCLA), der Otto-Friedrich-Universität Bamberg, dem Dartmouth College und der Reichsuniversität Groningen. Er hielt die Kevorkian-Vorlesungen 1993 an der Columbia University New York.
Er wirkte als Kommentator an der dreiteiligen BBC-Dokumentation Von Kyros bis Khomeini, Drei Jahrtausende Iran (2020) mit.

## Familie
Hillenbrand ist verheiratet. Seine Frau Carole Hillenbrand ist eine bekannte britische Historikerin und Islamwissenschaftlerin.

## Werke (Auswahl)
- The tomb towers of Iran to 1550. (Dissertation) 4 Bände. University of Oxford, Oxford 1974
- Imperial Images in Persian Painting, Scottish Arts Council, 1982, ISBN 978-0-902989-42-9
- Islamic Architecture: Form, Function and Meaning, Edinburgh University Press, 1994, ISBN 978-0-7486-1379-3
- Islamic Art and Architecture, World of Art, 1997, ISBN 978-0-500-20305-7
  - deutsch: Kunst und Architektur des Islam, übersetzt von Christian Rochow, Ernst Wasmuth Verlag, Tübingen 2005, ISBN 978-3-8030-4027-5[6]
- Ottoman Jerusalem: The Living City, 1517–1917 zusammen mit Sylvia Auld, Al Tajir-World of Islam Trust, 2000, ISBN 978-1-901435-03-0
- Studies in Medieval Islamic Architecture. Volume 1, Pindar, London 2001
- Studies in Medieval Islamic Architecture. Volume 2, Pindar, London 2006
- The Architecture of Ottoman Jerusalem: An Introduction. Al Tajir-World of Islam Trust, 2002, ISBN 978-1-901435-09-2
- Shahnama: The Visual Language of the Persian Book of Kings, Taylor & Francis Ltd, 2004, ISBN 978-0-7546-3367-9
- Studies in the Islamic Arts of the Book. Pindar Press, 2012, ISBN 978-1-904597-49-0
- The Sheikh Zayed Grand Mosque. A Landmark of Modern Islamic Architecture, Shawati Abu Dhabi, 2012, ISBN 978-9948-16-112-7
- Ward, R: Court & Craft zusammen mit Charles Melville und Marianna Shreve Simpson, Paul Holberton Publishing, 2014, ISBN 978-1-907372-65-0
- Mit Carole Hillenbrand: Ancient Iranian kings in the world history of Rashid Al-Din. In: Iran: Journal of British Institute of Persian Studies, 2018, S. 34–46, doi:10.1080/05786967.2018.1426190 online als PDF
- Studies in the Islamic Decorative Arts. Pindar Press, 2019, ISBN 978-1-904597-50-6
- Islamic Art. Cambridge University Press, 2020, ISBN 978-0-521-37613-6
- The Art of the Saljuqs in Iran and Anatolia. Mazda Pub, 2020, ISBN 978-1-56859-355-5
- The Great Mongol Shahnameh. Hali Publications Ltd, 2021, ISBN 978-1-898113-83-6